# Onthophagus planifrons
Onthophagus planifrons là một loài bọ cánh cứng trong họ Bọ hung (Scarabaeidae).